# Belcanto
Belcanto (von italienisch bel canto „schöner Gesang“) bezeichnet in der Musik eine Gesangstechnik, eine Ästhetik und einen Gesangsstil, der in Italien Ende des 16. Jahrhunderts im Zusammenhang mit der Monodie und der Oper entstand. Wichtige Elemente des Belcanto sind Weichheit des Tons, ausgeglichene Stimmregister über den gesamten Umfang der Stimme, das Legato, das Messa di voce, die Appoggiaturen und Portamenti sowie die Agilität der Stimme und in Folge die Ausschmückung des Gesangs durch Koloraturen, Fiorituren und Triller. Entscheidende Grundlage dafür sind eine gute Atemtechnik – der canto sul fiato – und die technisch korrekte Projektion der Stimme in den Raum.
Bis etwa 1840 war der Belcanto bestimmend für den Gesang vor allem in der italienischen Musik und in der Oper. Grundsätzlich wurden Ästhetik und Technik des Belcanto auch in anderen europäischen Ländern – wie vor allem in Deutschland – übernommen, doch waren die Standards meistens nicht so hoch wie in Italien. In Frankreich lehnte man italienischen Gesang (und Kastratensänger) seit der Entstehung der französischen Oper unter Lully um 1670 bis zum frühen 19. Jahrhundert ab.

## Zitat
„Die Kunst, die geringsten Gradationen auszudrücken, den Ton aufs feinste abzutheilen, unmerkliche Verschiedenheiten fühlbar zu machen, die Stimme aneinander zu hängen, sie abzusetzen, zu verstärken, und zu vermindern; die Geschwindigkeit, das Feuer, die Stärke, die unerwarteten Ausgänge, die Mannigfaltigkeit in den Modulationen, die Geschicklichkeit in den Appoggiaturen, Passagen, Trillern, Cadenzen…; der feine, künstliche, gesuchte, polierte Styl, der Ausdruck der sanftesten Leidenschaften, bisweilen bis auf den höchsten Grad von Wahrheit gebracht; sind daher lauter Wunder des italienischen Himmels, die von wenigen noch lebenden Sängern vortrefflich in Ausübung gebracht werden.“

## Begriff
Der Begriff „Belcanto“ an sich stammt erst aus dem 19. Jahrhundert und wurde zu dieser Zeit entweder nostalgisch verwendet in Erinnerung an bessere, frühere Zeiten mit höheren Gesangsstandards und größerer Gesangskunst oder polemisch-abwertend z. B. von Verfechtern der romantischen oder veristischen Oper (im Sinne von Verdi, Puccini u. a.) oder eines anderen Nationalstils (insbesondere eines deutschen Musikdramas mit schlichterem oder rein dramatischem Gesang).
Der Begriff Belcanto wird auch als Sammelbegriff für die Opernkomposition von etwa 1810 bis 1845 in Italien verwendet. Die wichtigsten Vertreter dieser Schule waren Gioachino Rossini, Vincenzo Bellini und Gaetano Donizetti, obwohl die beiden letzteren bereits begannen, eine Dramatik zu fordern, die den eigentlichen Prinzipien des Belcanto widersprechen. Mit den Opern von Giuseppe Verdi und noch mehr des Verismo (Puccini, Mascagni, Leoncavallo u. a.) wurde der Belcanto völlig verdrängt, weil Dramatik und Lautstärke noch mehr anstiegen und die Sänger sich auch gegen einen vergrößerten Orchesterapparat durchzusetzen hatten.
Jürgen Kesting definiert Belcanto als „[Gesangs]stil, der einer bestimmten Technik bedarf, um sich zu verwirklichen, oder auch als Technik für einen Stil“. Der Begriff „Belcanto“ wird oft auf Sänger angewendet, die lediglich über eine schöne Stimme und eine klassische Gesangstechnik verfügen, ohne dass sie Werke der Belcanto-Epoche oder im Belcanto-Stil singen (oder singen könnten).

## Geschichte
Als Hochblüte des verzierten Gesanges (Canto fiorito) gilt die Zeit vom 17. Jahrhundert bis zum Anfang des 19. Jahrhunderts. Schon in der Polyphonie der Renaissance wurde ein süßer, lieblicher und eleganter Gesang gefordert („Ars suaviter et eleganter cantandi“), wobei man unter „elegant“ die Fähigkeit eines Sängers verstand, lange Noten, z. B. in Kadenzen, zu umspielen und auszuzieren. Frühe Belege für einen hochvirtuosen Sologesang in Italien finden sich bereits im letzten Viertel des 16. Jahrhunderts in den Solo-Madrigalen und Ensembles, die z. B. Luzzasco Luzzaschi für das berühmte Concerto delle donne am Hofe von Ferrara komponierte, ein Terzett von drei Sängerinnen, die sich selber auf Harfe, Theorbe, Lira und Cembalo begleiteten; und ebenso in den Intermedi zu Bargaglis Komödie La pellegrina, die Ende 1589 als Höhepunkt der prächtigen Hochzeitsfeierlichkeiten von Ferdinando de’ Medici mit Christine de Lorraine in Florenz aufgeführt wurden. Aus dieser Partitur stechen als belcantistisch besonders die einleitende Solonummer „Dalle più alte sfere“ für die berühmte Sängerin Vittoria Archilei (von Antonio Archilei?) und das „Godi turba mortal“ von Cavalieri im letzten Intermedio heraus; dieses wurde von einem der zahlreich mitwirkenden Kastratensänger (italienisch: Evirati) in der Rolle des Jupiter gesungen.
Bereits zu dieser Zeit spielten improvisierte Verzierungen und Umspielungen (Diminutionen) eine große Rolle. Als Marksteine des Belcanto können Giulio Caccinis Publikationen Le nuove Musiche (Florenz 1601) und Le nuove musiche e nuova maniera di scriverle (Florenz 1614) gelten. Diese waren allerdings als Vorlage für einen weniger ornamentierten Gesang gedacht, da viele Sänger beim Improvisieren von Verzierungen bereits übertrieben. Hieraus wird deutlich, dass es beim Ideal des historischen canto di garbo (anmutiger Gesang) nicht nur um möglichst viele Verzierungen oder pure Demonstration von Virtuosität geht, sondern zwar einerseits um möglichst große Eleganz und Schönheit und andererseits um einen möglichst ausdrucksvollen Einsatz der Stimme. Hierzu gehören neben „vielfältigen Farben und Farbschattierungen“ und einer „hingebungsvollen Ekstase des Lyrismus“ auch eine Ornamentik, die entsprechend der Stimmungslage einer Arie oder bestimmter Worte eingesetzt wird und den Ausdrucksgehalt erhöhen und vertiefen soll. Die Ornamente müssen also bei traurigen, pathetischen oder bei schwärmerischen Liebesarien zwangsläufig anders ausfallen als beim Ausdruck von Wut, Rache oder Freude.
Der Belcanto spielte von vornherein für die Geschichte der Oper eine entscheidende Rolle, wo nicht nur ein rezitativisches Singen, sondern auch ein verzierter Gesang eingesetzt wurde. Berühmtes Beispiel ist die Klage des Protagonisten in Monteverdis Oper L’Orfeo (1607), für die der Komponist sowohl eine schlichte als auch eine beispielhaft verzierte Version lieferte. Die schlichte Version war allerdings weniger als Alternative zur verzierten gedacht, sondern als Ausgangspunkt für eigene Fiorituren begabter Sänger.
Monteverdi und andere Zeitgenossen hinterließen in ihren Briefen zahlreiche Beschreibungen von Stimmen, aus denen hervorgeht, dass es bereits zu dieser Zeit „große“ Stimmen gab, die geeignet waren, große Räume wie Kirchen und Theater zu füllen, und keineswegs nur schmale, schlanke Stimmen, die eher für die Kammer geeignet sind (und die im 20. Jahrhundert in der Alten Musik-Szene in dieser Art von Repertoire besonders beliebt waren). Zu solchen großen Stimmen, die eine perfekte Technik der Projektion besessen haben müssen – neben allen übrigen Künsten des Belcanto –, gehörten z. B. auch die beiden Sängerinnen Adriana Basile und Leonora Baroni, obwohl diese nicht in der Oper, sondern ausschließlich in Konzerten auftraten (sie lebten meistens in Rom, wo Frauen in der Oper verboten waren).
Die Ästhetik des Belcanto durchdrang jedoch die gesamte italienische Musik, nicht nur die Oper. Als Idealtyp des Belcantosängers galten die Kastraten, deren technische und stimmliche Fähigkeiten bis in unsere Tage legendär geblieben sind. Sie waren ursprünglich vor allem im kirchlichen Bereich tätig, wo ihr überirdisch schöner Gesang den Gesang der Engel evozierte. Auch im Bereich der Kirchenmusik lieferte Monteverdi bedeutende Beispiele, z. B. in seiner Marienvesper (1610), wo es neben den Sopranen auch hochvirtuose Tenorpartien gibt. In Allegris Miserere waren die improvisierten Ornamente der Kastraten der Sixtinischen Kapelle, die direkt vom Himmel herabzuklingen schienen, das Entzücken der Zuhörer vom 17. bis zum 19. Jahrhundert. Ein berühmtes Beispiel von Belcanto in der Kirche ist auch Mozarts Motette Exsultate, jubilate (1773) für den Sopranisten Venanzio Rauzzini.
Die Kastraten mit ihrem scheinbar engelhaften Gesang traten im 17. Jahrhundert immer mehr auch in der Oper auf und verstärkten auch dort das Element des „Wunderbaren“, das ohnehin bereits eine große Rolle in der barocken Oper spielte. Sie verdrängten gemeinsam mit den Frauenstimmen nach und nach die tiefen Stimmlagen, besonders die Tenorstimme, die zwischen ca. 1650 bis 1770 kaum verwendet wurde, jedenfalls im Sologesang. Rodolfo Celletti spricht in diesem Zusammenhang von einer Ablehnung „vulgärer“ (= gewöhnlicher) Stimmen, zu denen er vor allem den baritonalen Tenor und bis zu einem gewissen Grade auch den Bass zählt.
Die Stimmen von Falsettisten (heute oft Countertenor genannt), die in Mittelalter und Renaissance in der Kirchenmusik verwendet wurden, entsprachen im Gegensatz zu Kastraten- (und Frauen-)stimmen, die man als voci naturali (natürliche Stimmen) bezeichnete, nicht den Maßstäben des barocken Belcanto, galten als unnatürlich und wurden nicht in der Oper eingesetzt (im Gegensatz zu heute).
Während die Gesangstechnik in Bezug auf Agilität und Koloraturfähigkeit bereits vor 1600 voll entwickelt war, wurde der Umfang der Stimmen nach und nach ausgedehnt. Dabei waren vermutlich die Kastraten richtungweisend, die auch häufig als Gesangspädagogen wirkten (wie Pistocchi, Tosi u. v. a.) und ihr Wissen und Können so an andere Sänger und Sängerinnen weitergaben. Obwohl in der notierten Musik noch bis ins 18. Jahrhundert z. B. im Sopran ein Umfang bis zum g’’ die Norm war, begegnen schon Mitte des 17. Jahrhunderts auch Partien, die bis a’’ oder sogar bis c’’’ hinaufsteigen. Während man im Spätbarock, zur Zeit Händels, noch viele Alt- oder Mezzosopranstimmen findet und es als Vorteil galt, wenn ein Kastratensänger oder eine Primadonna ihre Stimme nach unten erweitern konnten, hatte man in der zweiten Hälfte des 18. Jahrhunderts eine besondere Vorliebe für möglichst hohe Stimmen, die dann auch oft bis über das c’’’ geführt wurden. Berühmteste Beispiele sind Mozarts Partie der Königin der Nacht (Die Zauberflöte), die mehrmals bis zum gleißenden f’’’ hinaufsteigen muss, oder einige Arien, die er für Aloysia Weber komponierte und die sogar ein hohes g’’’ verlangen (z. B. „Alcandro lo confesso“ KV 294 & 295 (1778), „Vorrei spiegarvi, oh Dio!“ KV 418 und „No, che non sei capace“ KV 419 (1783)).

„Denn ich liebe daß die aria einem sänger so accurat angemessen sey, wie ein gutgemachts kleid.“

Diese berühmte Bemerkung Mozarts spiegelt ein allgemein herrschendes Prinzip des Belcanto: Arien und Opernpartien wurden einem Sänger oder einer Sängerin auf den Leib geschrieben, dabei wurden im besten Falle alle Vorteile und Fähigkeiten des Sängers ins beste Licht gerückt, Nachteile möglichst vermieden, verborgen oder verschleiert. Wenn ein Sänger eine bereits bestehende Partie sang, die für jemand anderen geschrieben worden war, der z. B. einen etwas anderen Umfang hatte, so war es mithilfe der ohnehin üblichen Improvisation ein Leichtes, einfach einige Stellen nach oben oder nach unten zu verlegen. Das vielleicht bekannteste Beispiel dafür ist Rossinis Partie der Rosina aus dem Barbier von Sevilla und daraus ganz besonders die beliebte Arie „Una voce poco fa“, die im Original für einen Mezzosopran komponiert wurde, aber im 20. Jahrhundert fast nur noch von hohen Koloratursopranen mit entsprechenden Zusatzornamenten in der Höhe gesungen wurde.
Umgekehrt wäre es auf keinen Fall erwünscht gewesen, dass sich beispielsweise ein tiefer Mezzosopran ständig hohe Noten abringt, die eigentlich für eine höhere Stimme gedacht waren, weil dies zu einem angespannten Gesang führt, der dem Belcanto-Prinzip einer weichen Tongebung und schönen Stimme widerspricht, und weil damit außerdem frühzeitige Stimmschäden drohen. Im Zweifelsfalle wurden Komponisten gebeten, eine ganz neue Arie zu schreiben, die besser auf die Stimme des neuen Interpreten passte, daher hinterließen Mozart und seine Kollegen zahlreiche Einlegearien auch für Werke anderer Komponisten. Und von Händel wurden ganze Opern für eine neue Produktion mit anderen Sängern umgearbeitet. Einige Sänger hatten auch eine sogenannte aria di baule (= Kofferarie), d. h. eine Lieblingsarie, die sie besonders gut beherrschten und immer dabei hatten, und die sie im Extremfall in jeder Oper singen wollten; z. B. war die aria di baule des berühmten Sopranisten Luigi Marchesi „Mia speranza pur vorrei“ von Sarti.
Zu verschiedenen Arienformen des Belcanto siehe: Arie#Geschichte und Formen

### Letzter Höhepunkt und Ende des Belcanto
Mit dem Verschwinden der Kastraten von den Opernbühnen schon ab Ende des 18. Jahrhunderts ging nach 1810 eine Entwicklung der Oper einher, in der ein größerer Realismus und die Dramatik der nun oft tragisch-tödlichen Handlung im Vordergrund stand. Vorbild dafür war die französische Oper, die von Anfang an (schon bei Jean-Baptiste Lully) den Kastratengesang ablehnte und vor allem eine tragödienhafte Deklamation forderte und der man von belcantistischer, italienischer Seite schon im 17. und 18. Jahrhundert vorwarf, dass die Sänger schreien würden; dazu kam jedoch um 1800 insbesondere die sogenannte Revolutions- oder Schreckensoper nach Luigi Cherubini, die mit ihrer Dramatik einen starken Einfluss auf Beethoven, aber nach und nach auch auf die italienische Musik nach 1810 hatte.
Einen letzten Höhepunkt erlebte der Belcanto mit Gioachino Rossini und allen seinen italienischen Zeitgenossen in den 1810er und 1820er Jahren, die eine betont virtuose Musik voller Koloraturen schrieben. Auf der anderen Seite sind für den romantischen Belcanto des frühen 19. Jahrhunderts aber auch besonders weiche und anmutige Melodien von einer großen Süße (dolcezza) kennzeichnend, die unter anderem durch eine raffinierte Verwendung von Vorhalten erreicht wird und auch durch eine manchmal terzen- und sexten-„selige“ Begleitung (besonders in Duetten) und durch eine „süße“ Instrumentation, die viel mit Soloinstrumenten (wie Flöten) arbeitet. Der größte Meister solcher Arien war Vincenzo Bellini, der es verstand, seine Melodien besonders lang und ausdrucksvoll auszuformen.
Bezüglich der Instrumentation wurde den italienischen Komponisten wie Rossini, Bellini und Donizetti oft vorgeworfen, dass sie das Orchester nur „wie eine große Harfe“ einsetzen würden (z. B. von Wagner). In Wirklichkeit wurde der Orchesterklang schon vor und erst recht mit Rossini und durch einen gewissen Einfluss deutscher und französischer Komponisten, wie z. B. Giovanni Simone Mayr, durch Bläser angereichert und dadurch gewichtiger und lauter. Dies betrifft besonders den Einsatz von Blechbläsern und Schlagwerk wie Trommeln, Becken und Pauke bei dramatischen Höhepunkten. Rossinis Instrumentalpartien sind außerdem oft von großer Virtuosität, besonders die Holzbläser. Trotzdem behielt man in Italien einen „Primat der Stimme“ bei und bemühte sich daher, die Stimmen nicht zu überdecken. Daher schrieb man in Solonummern und Rezitativen eine möglichst durchsichtige Orchesterbegleitung, die eine relativ große Textverständlichkeit garantiert und einen sublimen Gesang auch mit feinsten Nuancen, Schattierungen und pianissimo-Kultur nach den traditionellen Schönheitsidealen des Belcanto ermöglicht. Dies gilt auch noch für den frühen Verdi bis ca. 1855.
Ab 1830 musste der immer mehr als manieriert-artifiziell empfundene Canto fiorito nach und nach einem „natürlicheren“, „realistischeren“ Gesangsstil weichen, dabei wurden auch die Improvisationsmöglichkeiten der Sänger immer mehr eingeschränkt. Dies betrifft schon bei Bellini und noch mehr bei Donizetti vor allem die Partien der Männerstimmen, also Tenor- und Basslagen. Frauenrollen wurden in einer Übergangsphase noch bis in die 1850er Jahre mit Koloraturen versehen. Dies führte jedoch in Kombination mit dem Anspruch an gesteigerte Erregung, Lautstärke und Dramatik schon in Bellinis Norma, vor allem aber beim frühen Verdi, zu „hybriden“ Gesangspartien im Fach des sogenannten soprano drammatico d’agilità (dramatischer Koloratursopran), die allerhöchste und durchaus gefährliche Anforderungen an die Sängerinnen stellen. Verdi wurde denn auch als „Attila der Stimmen“ bezeichnet, und man warf ihm häufig vor, die Stimmen seiner Sängerinnen zu ruinieren, darunter auch die seiner späteren Geliebten und Ehefrau Giuseppina Strepponi, der ersten Abigaille in Nabucco (1842).
Einige in dieser Zeit ausgebildete Sänger hielten noch bis in die ersten Jahre des 20. Jahrhunderts an bestimmten Prinzipien und Techniken des Belcanto fest, so dass auch noch einige frühe Grammophonplatten bzw. Phonographenwalzen die Tradition des Belcanto erkennen lassen und eine wertvolle Quelle sind.

### Musikbeispiel: BellinisSonnambulamit Adelina Patti
Adelina Patti (1843–1919) ist die vielleicht älteste Sängerin, von der Tonaufnahmen gemacht wurden. Als sie geboren wurde, lag die eigentliche Epoche des Belcanto in ihren letzten Zügen. Es ist bekannt, dass sie Rossini in Paris bei einer seiner Samstags-Soireen die Arie der Rosina aus dem Barbier von Sevilla vorsang. Ihre Interpretation der Aria finale der Amina aus La Sonnambula (Die Nachtwandlerin) zeigt einige typische Merkmale des traditionellen Belcanto:
1. Ihr Gesang ist fast ohne Vibrato und wirkt dadurch sehr rein, klar und grundsätzlich auch schlicht. Die Betonung liegt auf der Melodie-Linie. Nur an wenigen Stellen lässt sie sich zu kleinen oder minimalen Schwingungen hinreißen, aus emotionalen Gründen oder zugunsten eines emotionalen Effekts. Ein Nebeneffekt des ziemlich glatten Tons besteht in der Tatsache, dass bereits kleine Unsauberkeiten oder Schwankungen der Tonhöhe wesentlich deutlicher hörbar sind als bei einem antrainierten „Dauervibrato“, wie es erst im 20. Jahrhundert aufkam; noch im frühen 19. Jahrhundert wurden selbst kleinere Vibrato-Schwingungen oder Unsauberkeiten bereits als beginnende Zeichen der Stimmalterung und eines Stimmverfalls angesehen (z. B. von Stendhal bei Isabella Colbran). Dies ist jedoch bei Patti (im großen Ganzen) kein Problem, obwohl sie hier schon über 60 Jahre alt ist.
2. Die Melodie (und der Text) wird auf sublime Weise mithilfe feiner dynamischer Schattierungen und messa di voce geformt; dazu kommen emotionale Inflexionen.
3. Zu den musikalischen Gestaltungsmitteln gehören außerdem zusätzliche improvisierte oder quasi improvisierte Ornamente, die hier sparsam, aber gekonnt eingesetzt werden, um den Ausdruck der Arie zu unterstützen. Besonders zu nennen wäre hier z. B. eine kleine chromatische Linie kurz nach dem Ausdruck „… il pianto mio …“ (mein Weinen, meine Tränen), die nicht von Bellini stammt, sondern von Patti.
4. Patti besitzt einen hübschen Triller: im Belcanto eines der wichtigsten Merkmale eines guten Sängers. Es wurde allerdings schon von Tosi und seinem deutschen Übersetzer Agricola gewarnt, dass man sich nicht im Triller verlieren solle, ihn also nicht allzu lang aushalten solle. Das ist ein weit verbreiteter Fehler von Koloratursopranistinnen des frühen 20. Jahrhunderts und selbst noch nach 1960 von Sängerinnen wie Beverly Sills oder Joan Sutherland. Patti ist hier gerade noch im Bereich des Akzeptablen.
5. Für den Belcanto – und besonders für die Spätphase im 19. Jahrhundert – ist auch ein ziemlich freier Umgang mit dem Tempo, sprich Rubato, typisch. Dies wird gesteuert vom Sänger, die Begleitung hat eventuellen Verzögerungen zu folgen und gegebenenfalls zu pausieren.
6. Auffällig ist die Art, wie Patti die kleine (vorgeschriebene) Cadenza singt: die Läufe sehr schnell, geradezu rapide. Zumindest in dieser Aufnahme ist dies der einzige negative Punkt, da sie hier etwas aus der Rolle und aus dem Ausdruck herausfällt und es wünschenswert wäre, wenn die Cadenza etwas improvisierter klänge.

## Bedeutende Komponisten
- 16. Jahrhundert: Giulio Caccini, Emilio de’ Cavalieri, Marco da Gagliano, Luzzasco Luzzaschi, Jacopo Peri
- 17. Jahrhundert: Giacomo Carissimi, Francesco Cavalli, Antonio Cesti, Giovanni Legrenzi, Antonio Lotti, Domenico und Virgilio Mazzocchi, Claudio Monteverdi, Carlo Pallavicino, Luigi Rossi, Antonio Sartorio, Agostino Steffani, Alessandro Stradella u. v. a.
- 18. Jahrhundert: Tommaso Albinoni, Giovanni Bononcini, Antonio Caldara, Domenico Cimarosa, Baldassare Galuppi, Georg Friedrich Händel, Johann Adolph Hasse, Wolfgang Amadeus Mozart, Giovanni Paisiello, Niccolò Piccinni, Nicola Porpora, Alessandro Scarlatti, Antonio Vivaldi u. v. a.
- 19. Jahrhundert: Gioachino Rossini, Vincenzo Bellini, Gaetano Donizetti, Saverio Mercadante, Giovanni Pacini, Giuseppe Verdi (bis ca. 1855, mit Einschränkung s. o.)

## Große Sänger des Belcantostils
- Evirati (Kastraten): Domenico Annibali, Antonio Bernacchi, Caffarelli, Giovanni Carestini, Domenico Cecchi „il Cortona“, Girolamo Crescentini, Farfallino, Farinelli, Baldassare Ferri, Gizziello, Luigi Marchesi, Matteuccio, Nicola Grimaldi „Nicolino“, Gaspare Pacchierotti, Senesino, Siface, Giovanni Battista Velluti, Loreto Vittori → Hauptartikel: „Berühmte und bedeutende Kastratensänger“ im Artikel Kastrat
- 16. Jahrhundert: Vittoria Archilei, Maddalena Casulana Mezari, Giovanni Giacomo Gastoldi, Ruggiero Giovannelli, Giovanni Maria Nanino
- 17. Jahrhundert: Adriana Basile, Leonora Baroni, Antonio Borosini, Francesca Caccini, Maria Maddalena Musi, Margherita Salicola, Barbara Strozzi, Vittoria Tarquini
- 18. Jahrhundert: Angelo Amorevoli, Francesco Benucci, Marianna Benti Bulgarelli, Faustina Bordoni, Francesco Borosini, Giuseppe Maria Boschi, Caterina Cavalieri, Francesca Cuzzoni, Anna-Lucia de Amicis, Élisabeth Duparc („La Francesina“), Margherita Durastanti, Annibale Pio Fabbri, Adriana Ferrarese del Bene, Caterina Gabrielli, Michael Kelly, Aloysia Lange, Elisabeth Mara, Antonia Merighi, Antonio Montagnana, Anton Raaff, Anna Strada del Po, Santa Stella, Nancy Storace, Vittoria Tesi, Luisa Todi
- 19. Jahrhundert: Teresa Belloc, Angelica Catalani, Laure Cinti-Damoreau, Isabella Colbran, Sophie Crüwell, Giovanni David, Joséphine Fodor, Filippo Galli, Manuel Garcia d. Ä., Giulia Grisi, Luigi Lablache, Jenny Lind, Adelaide Malanotte, Maria Malibran, Henriette Méric-Lalande, Andrea Nozzari, Giuditta Pasta, Adelina Patti, Rosmunda Pisaroni, Giuseppina Ronzi de Begnis, Giovanni Battista Rubini, Henriette Sontag, Fanny Tacchinardi-Persiani, Eugenia Tadolini, Adelaide Tosi, Mattia Battistini
- 20. Jahrhundert, 1. Hälfte (Technik und Stil nur ansatzweise belcantistisch, Repertoire meistens kein eigentlicher Belcanto): Alessandro Bonci, Miguel Fleta, Giacomo Lauri-Volpi, Rosa Ponselle, Tito Schipa, Joseph Schmidt, Ferruccio Tagliavini, Richard Tauber, Luisa Tetrazzini
- 20. Jahrhundert, 2. Hälfte: June Anderson, Jaume Aragall, Francisco Araiza, Nancy Argenta, Kathleen Battle, Gloria Banditelli, James Bowman, Renato Bruson, Montserrat Caballé, Maria Callas, Josep Carreras, Mariella Devia, Plácido Domingo, Paul Esswood, Montserrat Figueras, Tito Gobbi, Edita Gruberová, Thomas Hampson, Marilyn Horne, Kiri Te Kanawa, Alfredo Kraus, Sylvia McNair, Nelly Miricioiu, Jessye Norman, Leo Nucci, Anne Sofie von Otter, Luciano Pavarotti, Ernesto Palacio, Hermann Prey, Ruggero Raimondi, Samuel Ramey, Katia Ricciarelli, Lucia Valentini Terrani, Elisabeth Schwarzkopf, Frederica von Stade, Joan Sutherland, Renata Tebaldi, Mária Zádori
- 21. Jahrhundert: Daniela Barcellona, Cecilia Bartoli, Romina Basso, Piotr Beczała, Charles Castronovo, Max Emanuel Cenčić, Patrizia Ciofi, Laura Claycomb, Diana Damrau, Natalie Dessay, Joyce DiDonato, Elīna Garanča, Karina Gauvin, Vivica Genaux, Franco Fagioli, Juan Diego Flórez, Roberta Invernizzi, Philippe Jaroussky, Sumi Jo, Simone Kermes, Dominique Labelle, Bejun Mehta, Sara Mingardo, Anna Netrebko, Jakub Józef Orliński, Olga Peretyatko, Sandrine Piau, Dorothea Röschmann, Andreas Scholl, Bryn Terfel